# Arooj Aftab
Arooj Aftab (in urdu عروج آفتاب‎?; Riad, 11 marzo 1985) è una cantante, compositrice e produttrice discografica pakistana.
Aftab riprende la lezione del jazz, del minimalismo, della new age e della poesia Sufi in maniera elegante e introspettiva.

## Biografia

### Gioventù e formazione
Aftab è nata a Riad da genitori pakistani espatriati in Arabia Saudita. Quando aveva circa 10 anni, la famiglia tornò nella nativa Lahore, in Pakistan. Aftab imparò a suonare la chitarra da autodidatta e impostò il suo stile canoro dopo aver ascoltato Billie Holiday, Hariprasad Chaurasia, Mariah Carey e Begum Akhtar. Chi viveva in Pakistan durante i primi anni 2000 poteva incontrare diverse difficoltà ad accedere alle piattaforme online occidentali e a fare carriera come musicista indipendente. In tale circostanza, Aftab divenne una delle prime musiciste a promuoversi attraverso Internet; le sue cover di  Mera Pyar Tera Pyar (Jeet Ganguly) e Hallelujah (Leonard Cohen) divennero virali e misero in auge la scena indie pakistana.
Nel 2005, quando aveva 19 anni, Aftab si trasferì negli Stati Uniti. Là conseguì una laurea in produzione musicale e ingegneria del suono presso il Berklee College of Music di Boston. Successivamente, nel 2010, si trapiantò a New York e iniziò a lavorare come montatrice e arrangiatrice di musica per film.

### Carriera
Nell'aprile del 2011, in seguito di una campagna di crowdsourcing, Aftab venne inserita in una graduatoria dedicata ai cento compositori sotto i quarant'anni d'età che, a detta degli ascoltatori radiofonici di NPR e Q2, stavano rappresentando la scena musicale contemporanea del periodo.
Il primo album di Aftab, l'auto-prodotto Bird Under Water, uscì nel 2014 e venne lodato dalla stampa.
Nel 2017 lavorò in qualità al montaggio del documentario Armed With Faith, che le varrà un premio Emmy.
Il suo secondo album Siren Islands venne edito il 12 giugno 2018 dalla New Amsterdam Records. Così come era accaduto per l'esordio, Siren Islands venne salutata dalla critica e alcune delle sue tracce inserite in diverse classifiche dedicate ai migliori brani.
Nel 2020 Aftab cantò nel singolo di Residente Antes Que El Mundo Se Acabe. Nello stesso anno compose la colonna sonora di Bittu della regista Karishma Dube.
Il terzo album Vulture Prince, pubblicato il 23 aprile 2021 dalla New Amsterdam, è dedicato al fratello minore scomparso Maher, e tratta il tema della perdita. Stando alle parole dell'artista, musicalmente parlando, il disco trascende i generi. Vulture Prince ricevette giudizi entusiastici da varie testate e venne inserito nelle classifiche dei migliori album dell'anno. Venne particolarmente apprezzato il brano in esso contenuto Mohabbat, ritenuta una delle migliori canzoni del 2021 dal Time e dal New York Times e tra le preferite dell'ex presidente americano Barack Obama pubblicate in quell'anno.
Alla fine del 2021, Aftab firmò un contratto con la Verve Records.
Nel 2022, in occasione del 75º anniversario del giubileo di diamante del Pakistan, il presidente Arif Alvi assegnò ad Aftab il Pride of Performance (in urdu تمغہِ حسنِ کارکردگی‎?), il più alto riconoscimento letterario della nazione.
Nel corso della sua carriera, Aftab ha tenuto molti concerti in tutto il mondo. Nel corso di un'intervista rilasciata su Pitchfork, Aftab ha asserito di essere queer.

## Stile musicale e influenze
Benché lei non classifichi il suo stile, la musica di Aftab è stata definita una miscela di fusion, musica elettronica, neo-sufi, folk, musica classica indostana, musica classica, indie pop e minimalismo. Nei suoi brani canta in lingua urdu e la sua voce è stata definita "meditativa".
Tra gli artisti che l'hanno ispirata vi sono Abbey Lincoln, Abida Parveen, Anoushka Shankar, Begum Akhtar, Esperanza Spalding, Jeff Buckley, Julius Eastman, Meshell Ndegeocello, Morton Feldman e Terry Riley. I testi di Aftab si ispirano a poeti asiatici come Rumi, Mirza Ghalib e Hafeez Hoshiarpuri.

## Discografia

### Album in studio
- 2014 – Bird Under Water
- 2018 – Siren Islands
- 2021 – Vulture Prince
- 2024 – Night Reign